# Xã Pin Oak, Quận Madison, Illinois
Xã Pin Oak (tiếng Anh: Pin Oak Township) là một xã thuộc quận Madison, tiểu bang Illinois, Hoa Kỳ. Năm 2010, dân số của xã này là 3.916 người.